# Port lotniczy As-Suwajda Zachodnia
Port lotniczy As-Suwajda Zachodnia – port lotniczy położony w As-Suwajda, stolicy muhafazy As-Suwajda, w Syrii.